# Oktett
Oktett (av latinets octo, "åtta"), på italienska ottetto, är inom musik en ensemble av åtta musiker, eller ett musikstycke eller -verk skrivet för en sådan ensemble. Ordet oktett betyder en grupp som innehåller åtta element.
Bland kända kompositioner för åtta spelande märks Mozarts för blåsare och Mendelssohns för stråkar. Schubert kombinerade blåsare och stråkar.